# Teoria actor-network
La teoria actor-network (o "ANT", in italiano "Teoria della rete di attori") è un modello teorico sviluppato da alcuni sociologi francesi, tra cui Bruno Latour e Michel Callon e dall'antropologo britannico John Law per descrivere lo sviluppo di fatti scientifici e oggetti tecnologici.

## Prospettiva costruttivista
La teoria si presenta come un modello costruttivista, ma non socio-costruttivista, per spiegare la realtà sociale. Distaccandosi in modo radicale da qualsiasi tendenza essenzialista della natura e della società, afferma che ogni idea scientifica, manufatto tecnico o più banalmente ogni fatto sociale, risulta prodotto di un'intricata rete di relazioni in cui interagiscono attori sociali umani e non-umani (genericamente riferiti come attanti). 
Sebbene controversa all'epoca della sua prima formulazione, la teoria da allora è stata adottata come strumento metodologico non solo in sociologia ma anche in una serie di discipline, come la progettazione urbana e la salute pubblica. Nei suoi studi sui laboratori, per esempio, Latour aveva visto come un oggetto apparentemente debole e isolato - uno strumento scientifico, un pezzo di carta, una fotografia, una coltura batterica - potesse acquisire un'enorme importanza a causa della complicata rete di altri oggetti, noti come attori, che ruotavano attorno a esso. Più un fatto è socialmente "in rete" - più persone e cose sono coinvolte nella sua produzione - più efficacemente poteva confutare le sue alternative meno plausibili. La rivoluzione medica comunemente attribuita al genio di Louis Pasteur, secondo Latour, dovrebbe invece essere vista come il risultato di un'associazione non solo tra medici, infermieri e igienisti, ma anche vermi, latte, espettorato, parassiti, mucche e allevamenti. La scienza è qualcosa di "sociale", quindi, non solo perché è praticata da persone (il che costituirebbe un puro fraintendimento riduttivo della parola "sociale"); piuttosto, la scienza è sociale perché coinvolge una moltitudine di entità umane e non umane, e sfrutta il loro potere collettivo per agire e trasformare il mondo. In questa rete giocano un ruolo importante sia la distribuzione del potere che le rappresentazioni segniche delle idee o degli oggetti presi in considerazione.

## Principio di simmetria generale
Uno dei capisaldi di questa teoria è rappresentato dal "principio di simmetria generale". Secondo questo principio, si deve utilizzare un unico vocabolario per trattare sia gli attori umani che gli oggetti materiali. Entrambi, riprendendo una terminologia semiotica, sono definiti come attanti.